# Hermann-Lietz-Schule Schloss Hohenwehrda

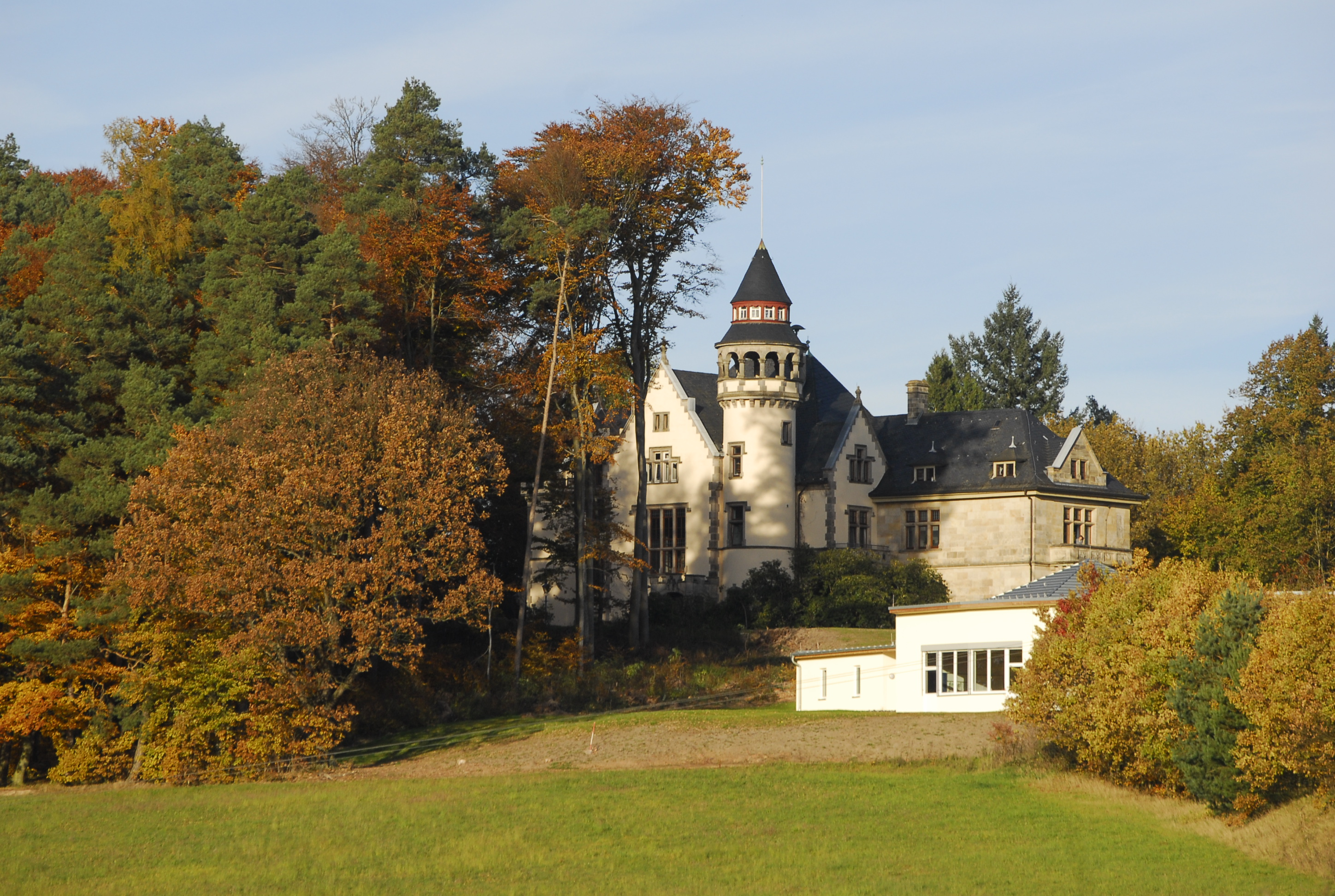
Lietz Internat Hohenwehrda

Schloss Hohenwehrda liegt bei Wehrda in der Gemeinde Haunetal im hessischen Landkreis Hersfeld-Rotenburg.

## Geographische Lage
Das Schloss Hohenwehrda befindet sich im Osten des Fulda-Haune-Tafellandes auf den westlichen Hochlagen des Naturraums Unteres Haunetal. Es steht rund 1,3 km nordöstlich der Dorfkirche des vom kleinen Haune-Zufluss Pfuhlgraben durchflossenen Wehrda auf einer 314,5 m ü. NHN hohen Anhöhe, oberhalb der östlich vorbeifließenden Haune. Jenseits des Flusses befindet sich die Kuppenrhön – unter anderem mit dem Stoppelsberg (523,9 m).

## Geschichte
Erbaut wurde das Schloss Hohenwehrda um 1900/1901 von dem Freiherrn Wilhelm von Kleydorff (1871–1914). Seine Witwe Lilli, geb. Benckiser, verkaufte es an die Stiftung Hermann-Lietz-Schule. Die Schule wurde dann am 22. September 1941 als Mädchenschule durch den Oberleiter Alfred Andreesen, dem Nachfolger von Hermann Lietz eingeweiht. Zum Schloss gehört ein 10 Morgen (2,5 ha) großer Park und eine Landwirtschaft mit Mühlenbetrieb von etwa 70 Morgen. Zunächst sollte das Schloss nur als Ausweichmöglichkeit für das etwa 30 km entfernte, als Lazarett durch die Nazis beschlagnahmte Schloss Bieberstein dienen. Die Gründung war also eher provisorischer Natur. Von Herbst 1940 bis zum Frühjahr 1941 wurde es instand gesetzt.

### Oberstufenheim für Mädchen
Im Mai 1941 zogen 27 Schülerinnen ein; bis 1945 waren es bereits über 85 Schülerinnen. Hohenwehrda wurde von Anfang an als Oberstufenheim für Mädchen konzipiert. Mit diesem Schritt wird der Gedanke der Mädchenerziehung wieder aufgegriffen. Die Zunahme der kriegsbedingten Bedrohung der Städte brachte zudem eine verstärkte Nachfrage von Eltern, die ihre Töchter gerne zur Schule „aufs Land schicken“ wollten. Das Recht auf eine eigene Reifeprüfung (Abitur) erhält das Heim schon bei der Gründung.

### Mittelstufe
Bereits 1947 wurde eine Mittelstufe eingerichtet, da die Elternschaft ihre Töchter nicht nach Gebesee schicken konnte. Der erforderliche Platzbedarf wurde durch einen Neubau – das Parkhaus – geschaffen.

### Gilden und Kapelle
Von Beginn an sind innerhalb der Gildenarbeit die Musikpflege und das Theaterspiel besonders in den 1950er und 1960er Jahren in Hohenwehrda hervorzuheben. Die „Kapelle“ wird als geistiger Mittelpunkt des Schullebens neu entdeckt.

### Unterstufe
1983 wurde die Unterstufe von Buchenau gegen den Widerstand der älteren Schülerinnen und Schüler übernommen. Rücksichtnahme musste „eingeübt“ werden. Es folgte die Einrichtung einer Förderstufe für die Jahrgangsstufe 5 und 6 durch das Kultusministerium.

### Schulreform
Durch die Schulreform wird im Schuljahr 1972/73 die Koedukation in Hohenwehrda eingeführt.

## Heute
Das ehemals reine Mädchen-Internat bietet heute Platz für etwa 114 Jungen und Mädchen; externe Schüler gibt es hier nicht. Die Jahrgangsstufen 5 und 6 werden als Förderstufe betrieben, anschließend wird differenziert zwischen Realschul- und Gymnasialzweig. Während die Mittlere Reife auf Schloss Hohenwehrda erlangt werden kann, endet der gymnasiale Zweig nach der 10. Klasse. Gymnasialschüler können das Abitur in Schloss Bieberstein ablegen. Alle Abschlüsse sind staatlich anerkannt.
Zusätzlich besteht im Lietz Internat Hohenwehrda die Möglichkeit, die Fachoberschule / Schwerpunkt Sozialwesen zu besuchen und mit der Fachhochschulreife abzuschließen.
Als anerkannte Ersatzschule wird das Lietz Internat Hohenwehrda vom Land Hessen unterstützt. Das Lietz Internat Hohenwehrda wird, wie die Hermann-Lietz-Schulen Haubinda und Schloss Bieberstein auch, durch die Stiftung Deutsche Landerziehungsheime verwaltet.
Die Schule ist Mitglied im Schulverbund 'Blick über den Zaun' und der Internate Vereinigung.